# Cimos
Cimos is een onderneming uit Koper, voorheen gelegen in Joegoslavië en sinds 1991 in Slovenië, die vroeger modellen van Citroën bouwde. Vanaf 1984 brak Cimos door op de internationale markt als toeleveringsbedrijf voor de auto-industrie.

## Geschiedenis
In het jaar 1959 waagde Citroën zich in een overeenkomst met Tomos op de Joegoslavische markt. Tomos produceerde destijds scooters en buitenboordmotoren in de kustplaats Koper. Na een jaar rolde de eerste Citroën 2CV van de band, die zich alleen van het Franse origineel onderscheidde door op het kofferdeksel gemonteerde achterlichten. Later namen de Joegoslavische 2CV's de achterlichten van het Franse origineel over. De samenwerking leidde in 1967 tot de productie van de Dyane, die in Joegoslavië als Diana werd aangeboden, en enkele exemplaren van de Ami 6.
In het jaar 1972 kwamen Citroën, Tomos en Iskra overeen de activiteiten te bundelen en onder de naam Tovarna Automobilov Cimos een zelfstandige automobielfirma op te richten. De nieuwe onderneming, voor 49 procent eigendom van de Fransen, bouwde voortaan niet alleen de 2CV en Dyane, maar ook de Ami 8 en vanaf 1978 de GS. Bij Cimos ontstonden in totaal 15.600 GS'en, daaronder ook vanaf 1980 het model met achterklep GA met 1299 cm³. Cimos produceerde ook talrijke onderdelen die wereldwijd in Citroën-fabrieken ingebouwd werden.
De verschillen tussen de Joegoslavische en Franse modellen was in het algemeen gering. Zo hadden bijvoorbeeld enkele Cimos GS'en dubbele koplampen in plaats van de ruitvormige koplampen van het origineel. Er was ook de pick-up-uitvoering Geri op basis van de van de Dyane afgeleide Acadiane. De bestelwagen zelf liep als DAK van de Joegoslavische banden.
In 1976 bedroeg de jaarproductie ongeveer 8.500 stuks. In 1982 werd het contract met Citroën nogmaals met 10 jaar verlengd. Cimos kreeg het alleenrecht als toeleverancier voor bepaalde onderdelen van de Citroën BX. Tegen het einde van de jaren 70 schroefde Cimos de autoproductie terug en concentreerde zich op de onderdelenproductie - eerst vooral voor Citroën en later (vanaf 1989) ook voor andere bedrijven, waaronder BMW en Ford.
In 1985 werd de autoproductie gestaakt en in 1986 werd de capaciteit van de fabriek uitgebreid om als compensatielevering onderdelen voor de nieuwe Citroën AX te produceren. Eind jaren 80 beschikte Cimos over 1.100 medewerkers.
Na een in 2015 begonnen reorganisatie werd Cimos in 2017 onderdeel van de TCH Group. De TCH Group is gespecialiseerd in onderdelen voor turbocompressoren en overige aandrijflijncomponenten. Onder de merknaam Cimos levert de groep ontwikkelingsdiensten en auto-onderdelen.
Cimos · IMV · Litostroj · Pretis · TAS · Tomos · Yugo · Zastava